# Törös Olga
Törös Olga, Szemerey Andorné (Debrecen, 1914. augusztus 4. – Kecskemét, 2015. február 16.) olimpiai bronzérmes tornász, edző, testnevelő tanár.

## Élete
Törös Károly népiskolai tanító és Bugyi Olga második gyermekeként született. 1928-tól 1934-ig a Debreceni Református Dóczi Leánynevelő Intézet Tanítónőképzőjének növendéke volt, tanítónői oklevelet szerzett. Ekkor kezdett sportolni a Debreceni Torna Egyletben, de a következő évben már a Testnevelési Főiskolán folytatta tanulmányait, így annak Sport Clubjába igazolva versenyzett tovább.
Az 1936. évi nyári olimpiai játékokon torna, összetett csapat versenyszámban bronzérmet szerzett. Ugyanebben az évben magyar válogatott.
1939-ben, a főiskola elvégzése után hazatért Debrecenbe, edzősködött, majd még ugyanebben az évben Kecskemétre költözött, ahol a református tanítóképző, majd az óvónőképző főiskola testneveléstanárjaként dolgozott harmincöt éven át.
2011-ben vette fel nevét a kecskeméti főiskola sportcsarnoka

## Díjai, elismerései
- A Magyar Olimpiai Bizottság női életműdíja (2011)[7]
- Kecskemét város díszpolgára (2014)[8]
- A magyar tornasport halhatatlanja (2014)[9]